# Брадет (Ковасна)
Брадет (рум. Brădet) насеље је у Румунији у округу Ковасна у општини Инторсура Бузаулуј. Oпштина се налази на надморској висини од 728 m.

## Становништво
Према подацима из 2002. године у насељу је живело 848 становника, од којих су сви румунске националности.